# Acidoproctus maximus
Acidoproctus maximus (лат.) — вид бескрылых насекомых семейства Philopteridae из отряда пухоедов и вшей. Постоянные паразиты птиц. Тропическая Америка (Центральная и Южная).
Паразитируют на таких утиных птицах как Кубинская свистящая утка (Dendrocygna arborea) и Чернобрюхая свистящая утка (Dendrocygna autumnalis, Anatidae). Вид был впервые описан в 1878 году Э. Пайджетом (Piaget, E.).
В настоящее время (вместе с видами Acidoproctus emersoni, A. fuligulae, A. gottwaldhirschi, A. hilli, A. kelloggi, A. moschatae, A. rostratus и A. taschenbergi) включён в семейство Philopteridae подотряда Ischnocera.
Виды утиных — хозяев паразита:
- Кубинская свистящая утка
- Чернобрюхая свистящая утка